# 克莱蒙-克雷昂
克莱蒙-克雷昂（法語：Clermont-Créans，法語發音：[klɛʁmɔ̃ kʁeɑ̃]）是法国萨尔特省的一个市镇，属于拉弗莱什区。该市镇于1842年由原市镇克莱蒙（Clermont）和克雷昂（Créans）合并而成。

## 地理
克莱蒙-克雷昂（47°43'5"N, 0°0'54"W）面积17.82 平方千米，位于法国卢瓦尔河地区大区萨尔特省，该省份为法国西北部内陆省份，北起顺时针与奥恩省、厄尔-卢瓦省、卢瓦-谢尔省、安德尔-卢瓦尔省、曼恩-卢瓦尔省和马耶讷省接壤，是法国大西部的入口，连接卢瓦尔河谷、布列塔尼和巴黎盆地。
与克莱蒙-克雷昂接壤的市镇（或旧市镇、城区）包括：利格龙、布斯、拉弗莱什、卢瓦河畔马雷伊、圣让德拉莫特。

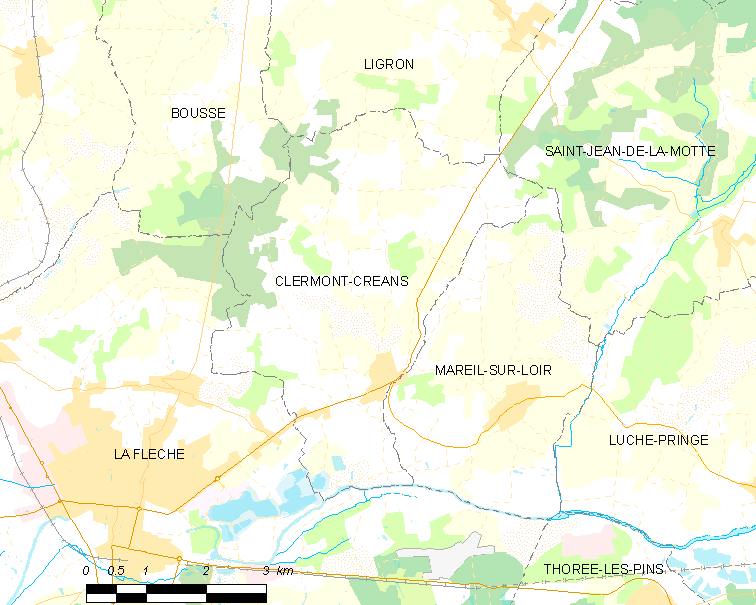
克莱蒙-克雷昂的OSM定位图

克莱蒙-克雷昂的时区为UTC+01:00、UTC+02:00（夏令时）。

## 行政
克莱蒙-克雷昂的邮政编码为72200，INSEE市镇编码为72084。

## 政治
克莱蒙-克雷昂所属的省级选区为拉弗莱什县。

## 人口

1962-2008年间克莱蒙-克雷昂人口变化图示

克莱蒙-克雷昂于2022年1月1日时的人口数量为1276人。